# Renault
Рено (фр. Renault) је француски произвођач аутомобила. Компанија је основана крајем 19. века, 25. фебруара 1899. године. Фабрика, такође, производи и комби возила, аутобусе, тракторе и камионе. Од почетка 1918. године до краја 1945. године компанија је производила тенкове. Позната је по својим моделима путничких аутомобила типа меган, клио и других. У свом саставу Рено групација поседује француски Алпин, румунску ауто индустрију Дачија, Рено и јужнокорејски Рено Самсунг моторс. У 2001. години Реноова пољопривредна возила су постала 100% власништво немачког произвођача пољопривредних средстава Клас .
Фабрика поседује и свој тим за формулу 1 под називом Рено Ф1. Рено има алијансу или партнерство са Нисаном. Заједно са Нисаном, Рено предузеће је инвестирало 4 милијарди евра ($5,16 милијарди) у осам врста електричних возила у наредне 3 до 4 године. Карлос Госн дугује француској влади 15% од Реноа. Компанијски, најуспешнији, аутомобилски модели, до сада, су клио и меган. Компанија је позната по својој улози у моторном спорту, а њен успех током година је, такође, и Рено Ф1 тим.

## Оснивање и ране године у Реноу (1898—1918)
Рено корпорација је основана 1899. године као (фр. Société Renault Frères од стране браће Рено Луја Реноа, Марсела Реноа
и Фердинанда Реноа. Луј је био амбициозан млади инжењер који је већ дизајнирао и изградио неколико модела. Пре оснивања корпорације браћа су своје прве вештине исказала радећи за текстилну фирму свога оца. Док је Луј руковао дизајном и производњом, Марсел и Фердинанд су руковали и управљали компанијом.
Први Рено аутомобил, Рено воитрете 1ЦВ, продат је пријатељу Лујовог оца, док му они дају тест вожњу дана 24. децембра 1898. Клијент је био толико импресиониран издржљивошћу малог аута да га је одмах купио. „Пео се на улицама“ - рекао је он.
Браћа су искористила публицитет који су имала њихова возила и, учешћем у тркама аутомобила, Рено је постао познат по успесима у првим гранд при тркама одржаним у Швајцарској, што је био резултат брзог ширења компаније. И Луј и Марсел Рено тркали су се у Реноовим возилима, али Марсел је погинуо у несрећи током Париз-Мадрид трке 1903. године. Иако Луј Рено никад није возио поново, његова фирма и даље је била веома успешна и имала је добре возаче у тркама попут искусног Реноовог возача Ференца Шиза, који је био заслужан за освајање првог Гранд при тркачког догађаја у аутомобилу Рено АК 90ЦВ 1906. године. Луј је хтео да преузме потпуну контролу над компанијом, као једини преостали брат 1906. године, након што се Фердинанд повукао из здравствених разлога.
Реноов углед за иновацију негован је од веома раног времена постојања предузећа. У то време, аутомобили су били веома много луксузни предмети, а цена најмањих Рено аутомобила је била 3000 немачких франака што је, отприлике, била просечна плата радника који има десет година радног стажа. У 1905. години компанија је увела масовне производне технике а много касније научни менаџмент у 1913. години. Као и аутомобиле, Рено је производио такси возила, аутобусе и комерцијална теретна возила у предратним годинама, а током Првог светског рата, који је трајао од 1914. до 1918. године, Рено је производио муницију, војне авионе и возила, као што су револуционарни Рено ФТ-17 тенкови . Војни пројекти су били толико успешни да је Рено сам добио Легију части за допринос његове компаније у рату. Компанија је, такође, извозила своје моторе у иностранство за америчке ауто-произвођаче, где су се користили Рено четвороцилиндрични мотори са 26 КС и 40 КС. У Првом светском рату Рено је производио Рено ФТ-17 лаке тенкове који су тада били најмодернији и најсавременији тенкови. Њих је користила Француска, САД, Србија, касније Југославија, (под називом М26/М27) и други савезници у Првом светском рату. Касније се испоставило да је тенк био толико добар да је био коришћен и у Другом светском рату, а његова војна каријера у француској војсци као и у другим војскама се завршава априла 1945. године.
- Обични Реноов ауто
- Рено 1902 из 1902. године
- Рено 1903 из 1903. године
- Рено д-ем турер

## Између два светска рата (1919–38)
Луј Рено је повећао обим његовог друштва после 1918. године, производњом пољопривредних и индустријских машина. Међутим, Рено се борио да се такмичи са све мање популарнијом (познатом), прихватљивом компанијом „Народни аутомобили“, а проблеми са берзанског тржишта и радне снаге, такође су негативно утицали на раст компаније. Рено је такође морао да пронађе начин да дистрибуира своја возила ефикасније.1920. године, он је потписао један од његових првих дистрибутивних уговора са произвођачем Гистава Гуеудет, предузетником из северне Француске.
После Првог светског рата аутомобили су имали посебан предњи облик изазваног позиционирањем радијатора иза мотора, такозвану „колсутл“ хаубу. Хауба је наставила да се користи кроз 1920. годину и ово се није променило до 1930. године па су сви модели имали радијатор на предњем делу аутомобила. Хаубина значка је промењена из непознате на познату, у трајан дијамантни облик у 1925. години. Рено модели су представљени на сајму аутомобила у Паризу, који је одржан у септембру или октобру 1927. Ово је довело до благе збрке код идентификације возила. На пример „1927“ модел је углавном произвођен у 1928. години.
Рено је произвео низ аутомобила од малих до прилично великих. На пример, у 1928. години, када је произведено 45.809 аутомобила Рено, распон од седам модела почело је са Реноом 6ЦВ, Реноом 10ЦВ, Реноом Монасик, Реноом 15ЦВ, Реноом Вивасик, Реноом 18/22ЦВ и Реноом 40ЦВ. Било је више низова фабричких тела, до осам стилова, а веће шасије су биле доступни под именом цохбилдерс. Број модела произведених варирао је са величином. Мањи су били најпопуларнији са најмањом производњом што је Рено 18/24ЦВ. Најскупље фабричко тело и стил у сваком опсегу био је затворен аутомобил. Отворена путничка кола и тоурери (торпеда) били су најјефтинија.
Лондонска Операција је била веома важна у Реноу 1928. Тржишта у Уједињеном Краљевству су била прилично велика и у њој су „колонијално“ модификована возила била веома популарна, а касније по Реноовом налогу и извезена у Велику Британију. Подигнуте су суспензије, појачани расхладни и специјални органи који су били уобичајени за возила продата у колонијама. Извоз у САД од 1928. је скоро сведен на нулу са њиховог врхунца пре Првог светског рата, када су бродови извозили Гранд Рено или сличне врхунске аутомобиле конструисане у Европи. НМ 40цв турер је држао цену у САД преко тадашњих 4.600 долара, чиме је имао исту цену као Кадилак В-12. Затворене седмо-седишне лимузине почеле су са ценом од 6.000 долара која је била скупља од кадилака В-16.
Цео асортиман је конзервативно пројектован и изграђен. Новоконструисани Реноов модел Вивасик из 1927. године, је продат искључиво као спортски модел.

## Окупација Француске и збивања у фабрици Рено (1940—1944)
После капитулације Француске 1940. године, Луј Рено је одбио да производи цистерне за Нацистичку Немачку, која је преузела контролу над његовим фабрикама. Он је уместо цистерни произвео камионе за немачке окупаторе. 3. марта 1942, РАФ је послала 235 бомбардера ниског домета у напад на Реноова Бијанкур постројења. Пало је 460 тона бомби на постројења и околину, изазивајући велика оштећења, са тешким цивилним жртвама. Рено је био решен да обнови фабрику што је пре могуће, али друго тешко бомбардовање касније, 4. априла, изазвало је даљу штету, као и накнадна штета после савезничких бомбардовања 3. и 15. септембра 1943. Бомбардовање је изведено од стране Американаца.
Неколико недеља после ослобођења Париза, на почетку септембра 1944, фабричке капије у Бијанкуру то јест у фабрици Реноа су се отварале веома споро(у атмосфери затрованим исцртавањем и политичком завером) која је предузета у име народне правде. Повратком у 1936. Бијанкур фабрика је била у срцу насилних политичких и индустријских немира који су се јавили у Француској под Народном владом Леона Блума. Политичко гурање и насиље које је уследило након ослобођења је наводило бичевање из ривалства између капиталистичких сарадњи и комунистичког отпора (многи од резултата који су се наставили је била у ствари претња немачке инвазије). Одговарајући на хаотичну ситуацију у Реноу, 27. септембра 1944. састанак Савета (привремене владе), када се за министра узео Шарл Де Гол (у председништву). Послератне европске политике су брзо постале популаризоване између комуниста и анти-комуниста, а у Француској Де Гол је био одушевљен да се одупре покушајима комунистичке партије и да монополише политичке дивиденде на располагању отпора јунацима: политички Бијанкур је био комунистичко упориште. Влада је одлучила да „требује“ Рено фабрике. Касније у недељу, 4. октобра Пјер Лефаухеук, лидер отпора са искуством у инжењерингу и највишег нивоа управљања, именован је као привремени администратор у фирми, под претпоставком своје одговорности на једно.
У међувремену привремена влада је оптужила Луја Реноа за сарадњу са Немцима. У помахниталој атмосфери тих раних дана после ослобођења,(са многим дивљим оптужбама против њега), многи верују да је био невин и да није сарађивао са Немцима. Рено је саветовао својим адвокатима да не побегне из земље, али да се представи судијама. Он се представио судији Марселу Мартину, 22. септембра 1944. Луј Рено је ухапшен 23. септембра 1944, као и неколико других француских ауто индустријских лидера у време и био је затворен на Фреснес затвору где је и умро 24. октобра 1944 под неразјашњеним околностима. док је чекао на суђење. Дана 1. јануара 1945, указом генерала Шарл де Гола, (на основу свих оптужница), компанија је одузета од Луја Реноа постхумно и 16. јануара 1945 је формално национализована је као фр. Régie Nationale des Usines Renault. Рено је била једина фабрика у Француској која је трајно експроприсирана од стране француске владе .

## Модерно доба (1972—1980)
Компанијски компактан и економичан Рено 5 модел лансиран у 1972, је био још један успех, нарочито у освит енергетске кризе у 1973 години. Убрзо након тога, модел са четворо врата Рено 12 је био широком Реноовом опсегу између Реноа шестице и Реноа шеснаестице, а убрзо је уведена је нова стајлинг тема. Током 1970-их Рено 4, Рено 5, Рено 6, Рено 12, Рено 15, Рено 16 и Рено 17 одржавају Реноову производњу са још нових модела лансираним тада укључујући Рено 18 и Рено 20.
Угрожени као и сви у аутомобилској индустрији од енергетске кризе, током средине седамдесетих већ експанзивно проширена компанија постала је разноврсна даље у другим индустријама и наставила је да се шири глобално, укључујући у југоисточној Азији. Енергетска криза је изазвала Реноов покушај да поново освоје тржиште Северне Америке; упркос успеху Допхина у САД крајем 1950-их, као и неуспешан ауто-склоп пројекат у Саинт Бруно де Монтарвилеу, од 1964 до 1972. Рено је као самостални бренд, почео је да нестаје из северне Америке крајем 70-их година.
Током деценија Рено је развио стабилизовано заједнички партнерство са Неш моторсом и његовим власником Нешом Рамблером наследником Неш моторса Америчком моторном Корпорацијом (скраћеница АМК). Рено није имао великих или луксуз аутомобила у својој производној линији али алијанса „Рамблер- Рено“ ће бити усмерен ка алтернативним моделима Мерцедес-Бенц „Финтаил“ аутомобилима. Касније, Рено ће наставити да прави и продаје хибрид АМК-а Рамблер Америке и Рамблер класика зову њихов заједнички модел Рено Торино у Аргентини који се продао преко ИКА-Рено. Ренаулт се удружио са АМК такође и на другим пројектима, као што су развој ротационих мотора концепта крајем 60-их годинама.
Ово је био један у низу заједничких подухвата које предузима Рено у касним 1960-их и 1970-их, као компанија основана као филијала у источној Европи, пре свега Дачија у Румунији, а у јужној Америци као Индустриал Кајзер Аргентини од којих многи остају активни до данашњег дана и преговарање технолошких споразума о сарадњи са Волвом и Пежом (на пример, за развој ПРВ мотора и В6 мотор, који је коришћен у Реноу 30, Пежоу 604 и у Волвоу 260 крајем 1970-их).
Средином 1960-их година аустралијска корпорација, Рено Аустралија, била је постављена у Хајделбергу, у Мелбурну. Компанија ће произвести и монтиране моделе Рено 8, Рено 10, Рено 12, Рено 16, спортски Рено 15, Рено 17 купе као и моделе Рено 18 и Рено 20. Компаније су се затвориле у 1981. Рено Аустралија није се концентрисала на Рено, такође су изградили и продали Пежоову корпорацију као економско добро. Од 1977, они су изумели Форд Кортина караване под уговором губитка, уговор би довео до затварања фабрике.
У Северној Америци, Рено је формирао партнерство са Америчком Моторном корпорацијом. Рено је позајмљивао АМК-ов оперативни капитал и куповао је мали проценат предузећа крајем 1979. Џип је држао АМК до површи нових производа, посебно Џип Чироки, који је могао бити покренут са производњом. Када је пала продаја 4 × 4 камиона на тржишту почетком 1980 АМК је био у опасности да оде у стечај. Да би заштитили своју инвестицију, Рено је извукао АМК са великим новчаним приливом - по цени од једног контролног интереса у друштву за 47,5%. Рено је брзо заменио неке врхунске руководиоце АМК-а са својим народом.
Рено-АМК партнерство такође је довело маркетинг Џип возила у Европи. Неки сматрају да је Џип Гранд Чироки заједнички подухват АМК- Рено пројекта од неких раних скица из КСЈ серије, које су рађене у сарадњи би Рено и АМК инжењери (АМЦ је инсистирао да Џип Чироки пројектује АМК особља, међутим, бивши инжењер Реноа је осмислио Куадра-Линк предњу суспензију за КСЈ серију). Џип је такође користио точкове и седишта из Реноа. Део укупне стратегије АМК-а је када је партнерство прво преговарано услов је био да се спасу трошкове производње помоћу Реноових делова када би практично, АМК добио и неку инжењерску стручност. То је довело до побољшања џиповог АМК Страихт шестоцилиндричног мотора. Рено и Бендик базирали су електронски систем убризгавања горива (обично се зове Реник), који је претворен у модеран, конкурентни агрегат са скоком од са мање запремине (од 4.2Л до 4.0л).
Рено-АМК маркетиншки напор у путничким аутомобилима није био толико успешан у односу на популарност Џип возила. То је догодило зато што у време Реноов распон је био спреман да постане основан у америчком тржишту.Друга енергетска криза је била завршена, имајући са собом много тренда за економским и компактним аутомобилима. Један изузетак је био Рено Алијаса (Американизоване верзија Рено 9), која је дебитовала за моделску годину у 1983. Склапан у фабрици АМК у Кенокси, у Висконсину, Алијанса је добила Мотор Тренд награду а домаћи аутомобил је добио награду у 1983. 72% Алијансиног америчког садржаја дозвољено је да се квалификује као домаће возило, што је био први аутомобил са страним плочицама да освоји награду од магазина, формирала је посебан увоз аутомобила године који је освојио награду у 1976. У 2000, Мотор Тренд укинуо је модел аута са листе освојених награда за домаћа и увозна возила.
Рено је продао неке интересантне моделе у Сједињеним Америчким Државама 1980. посебно једноставним изгледом. Алијанса је пратила Енкоре (америчка верзија Рено 11) базирана на Алијансином компакту. У 1982. Рено постаје друга европска марка аутомобила по изгради аутомобила у Сједињеним Америчким Државама, након Фолксвагена. Међутим, Рено је извозио аутомобиле грађене у Висконсин и увозни модели су убрзо постали мета жалби клијената због лошег квалитета, па је Рено претрпио пад продаје.
На крају, Рено продао је АМК Крајслеру у 1987, након убиства председника Реноа, Жоржа Бесеа. Рено Медаљон (Рено 21 у Европи) седан и караван је продаван од 1987 до 1989 кроз Џип Игл дилер. Џип-орао је била нова подела Крајслера, настала из некадашњег америчког Моторса. Међутим, Реноови производи више нису увезени у САД после 1989. Потпуно нови аутомобил са пуном величином то јест 4-вратна лимузина, Орао Премијер, био је развијен током партнерства између АМК-а и Реноа. Премијер дизајн, као и његов државно уметничко-производни објекат у Брамалеу у Онтарио у Канади, биле су полазна тачка за углађен Крајслер ЛХ седана, као што је Игл Висион и Крајслер 300М.
У касним седамдесетим и раним осамдесетим годинама Рено је повећао своје учешће у мотоспорту, са новим изумима као што су турбо пуњач у својим аутомобилима Формуле један. Дизајн компанијски-друмска возила је био револуционаран као и Рено сеник који је био један од првих миниван аута који је требало да постану најпознатији минивани у Европи најмање за наредне две деценије. Добитник Европског аутомобила године, Рено 9, је био најлуксузнији аутомобил Реноа дотад ипак, Ренои 25 су сви пуштени почетком 1980-их, градећи Реноов углед, али у исто време компанија је патила од лошег квалитета производа који се огледао лоше у имиџима бренда и несрећнике Рено 14 који многи виде као врхунац тих проблема почетком 1980-их]] годинама.

## Реструктуирање (1981—95)
Иако његови аутомобили су били донекле успешни и на путу и на стази, укључујући лансирање у 1984. години Реноа еспаса, првог европског вишенаменског возила. Рено је губио милијарде франака месечно и пријавио дефицит од 12,5 милијарди у 1984. години. Влада је интервенисала и Жоржа Бесеа који је изабран као председник. Он је почео да смањује драматичне трошкове, распродаје многа Реноова споредна средства, повлачио се скоро у потпуности из мотоспортова, и отпуштао је много запослених. Тако је успео да преполови дефицит до 1986. године, али је убијен од стране комунистичке терористичке групе  Акције Директе у новембру 1986. године. Заменио га је Рејмонд Леви, који је наставио у истом принципу као Жорж Бесе, који је смањивао доле компанију значајно са резултатом да ће до краја 1987. компанија бити више или мање финансијски стабилна.
Ревитализована Рено фабрика покренула је неколико успешних нових аутомобила у раним 1990-их, укључујући успешну замену модела Рено 5, прву генерацију Рено клија у 1990. Клио је први нови модел генерације која ће доживети нумеричке моделе замењене нових аутомобилима са традиционалним бројним моделима. Други важни модел покренула је тада укључена друга генерација Рено еспаса и иновативни Рено твинго у 1992. години. Средином 1990-их година наследник Реноа 19, Рено меган, био је први аутомобил икада који је постигао резултат са 4 звездице, као ауто са највишом оценом у то време, у Еуро НЦАП тесту у безбедности путника.

## Приватизација и савремено доба (1996 -до данас)
На крају је одлучено да је државни статус компаније био штетан за њен раст, а Рено је био приватизована у 1996. Ова нова слобода допустила је да се компанија упусти поново у Источној Европи и Јужној Америци, укључујући нове фабрике у Бразилу и надоградње за инфраструктуру у Аргентини и Турској.
Потписана 27. марта 1999, Рено-Нисан алијанса је прва такве врсте која укључује јапанске и француске компаније, свако са својим сопственим јасним корпоративном културом и бренд идентитета, повезан кроз унакрсна акционарства. Рено је почетку добијао 36,8% удела по цени од 3,5 милијарди Америчких долара у Нисану, док је Нисан заузврат имао 15% удела (без права гласа), у Реноу. Рено је наставио да послује као самостална компанија, али са намером да сарађују са својим партнером, у услузи да савез смањи трошкове у развоју нових производа. У истој години Рено је купио 99% румунске компаније Дачије, чиме се враћа после 30 година, у време када су Румуни изградили преко 2 милиона возила, која се првенствено састојала од Реноа 8, Реноа 12 и Реноа 20.
Након продаје Рено камиона шведској компанији Волво у 2001. години. Рено је задржао мањину (али контролисање) улога 20% у Волво Груп. Волво путничка возила су сада под производњом Зхјејанг Гели Холдинг Група.
У двадесет првом веку, Рено је био за то да подстакне репутацију препознатљивим, приказивањем новог дизајна. Друга генерација Рено лагуне и Рено мегана су садржали амбициозне, угаоне пројекте који су се испоставили да буду успешни, док је 2000. године Лагуна била први европски породични аутомобил који поседује улазак и паљење на без употребе кључа(притиском на дугме на кључу). Мање успешне биле су ове компаније са више ексклузивних модела. Ренаулт авантем, је бизарна класа купеа, то јест класа вишенаменског возила, продао је веома слабо и убрзо прекинуте моделе, док луксуз задржао модел Рено сатис који није био на продају, као је било и планирано. Међутим, дизајн је инспирисао линије на другу генерацију мегана, најуспешнијег аутомобила од произвођача. Као и његов карактеристични стајлинг, Рено је хтео да постане позната марка по својим колима безбедности, тренутно, то је произвођач аутомобила са највећим бројем модела са постизање максималних 5 звездица на Еуро НЦАП тестовима судара. Лагуна је први Реноов модел за постизање 5 звездица, у 2004 модус који је први постигао овај рејтинг у својој категорији.
За 2004 годину Рено је пријавио за 43% већи пораст нето прихода на € 3,5 милијарди и 5,9% одсто оперативне маргина, од којих је Нисану допринело € 1,767 милиона евра. Група Рено, Дачија, Рено Самсунг моторс послали су 4,2% повећање продаје широм света, на рекордних 2.489.401 возила, што је представљао глобални тржишни удео од 4,1% одсто. Рено је задржао своју позицију као водећи бренд у Европи са 1,8 милиона путничких аутомобила и лаких комерцијалних возила продатих и по тржишном уделу од 10,8%. У 2005 Рено-Нисан алијансе одржано је 9,8% на светском тржишту (5,74% за Нисан и 4,04% за Рено групе) са продајом од 3.597.748 (Нисан) и 2.531.500 (Рено групе), стављајући савез на четврто место продаје после Џенерал моторса, Тојоте, и Форда. За календарску годину 2008, њена укупна глобална продаја је 6.090.304, што је смањење од 1,1% у односу на глобалном паду индустрије на тржишту од 5%, што је довело до 9,4% учешћа, у односу на 9,1% . Рено је редовно на врху француске ауто продаје карата, борбе у жестокој конкуренцији Ситроена и Пежоа. Са пада продаје и отпуштања 4800 радних места која су смањена у 2008. години, делом због лошег учинка Реноа Лагуне.
У априлу 2010. Рено-Нисан алијанса је најавила нови савез са Мерцедес-Бенцом и његовим матичном предузећем Дајмлер-Бенцом са Реноовим снабдевањем, Мерцедес-Бенца са потпуно новим 1,6 Л турбодизелским мотора и покушај Мерцедес-Бенца да обезбеди 2,0 Л четвороцилиндрични дизел-мотор Рено-Нисана. Резултат нове алијансе је такође развити нови модел као замена Смарта са новим моделом на основу Реноа Твинга

## Корпоративно управљање
Влада Француске је власник 15,7% компаније. Компанија је администрирана од стране Управног одбора састављеног од 19 чланова (10 који су независни).
Од априла 2010. чланови управног одбора су:
- Карлос Госн, председник и главни извршни директор, директор Алкоа, Лада аутомобила; председник и главни извршни директор Нисан моторса и председник алијансиног одбора Рено-Нисан
- Ив Аудвард
- Патрик Биоу
- Алексис Колер, директор именован од стране француске државе
- Марк Ладреит де Лаксиријере
- Филип Лагијете
- Франк Рибуд
- Лик Русо, директор именован од стране француске државе
- Хирото Саикава извршни потпредседник куповине од Нисан компаније
- Паскал Соурис

## Модели и технологија

### Тренутни модели
Актуелни Реноови модели oд 2001 до данас су:
| - Рено клио - Рено флуенс - Рено меган - Рено меган конквест (2021–) - Рено талисман - Рено сеник - Рено симбол - Рено твинго - Рено винд - Рено еспас - Рено колеос - Рено каптур - Рено аустрал - Рено талисман - Рено рафале | Дачија аутомобили (возила на неким тржиштима под Реноовом марком): - Дачија дастер - Дачија логан - Дачија сандеро - Дачија лоџи - Дачија докер Реноова лака комерцијалних возила: - Рено кангу - Рено мастер - Рено трафик |

### Реноова комерцијална возила
У Реноу СА је престала производња возила у великој количини, а до 2004, када је Рено продао своје камионе и војне поделе за Волво у 2001. (али и даље продаје под Рено камиони именом) и његова аутобуска и трамвајска пословања на име Ирисбуса у 1999. Реноова пољопривредна подела је продата Класу у 2004.

### Рено концепт возила
Рено је приказао бројне концепт аутомобиле који ће показати будући дизајн и технолошке правце. Од 2008. Рено приказује разне потпуно електрични аутомобил концепт под именом "ЗЕ“, почевши са концептом на основу Рено Кангуа. Даљи концепти и саопштења су пратили да са обећањема започну производњу Рено флуенса ЗЕа 2011 у салон, а Рено зои у 2012.
Рено је такође открио Онделиос хибрид концепт у 2008, али ово место је било заузето од стране ЗЕ програма.
- Renault 5 Prototype (2021)
- 4ever Trophy (2022)
- Scénic Vision (2022)
- Twingo Legend (2023)
- R17 Electric Restomod X ORA ÏTO (2024)
- Emblème (2024)

### Лого
Реноов дијамантски лого је био прошао многе измене, а први Реноов лого је био коришћен 1925. Да би модернизовао Реноов лого, фабрика је замолила познатог француског сликара мађарског порекла Виктора Вазарелија да изуми нови Реноов лого. Валарели је одмах почео да ради на логу, 1975. године, додајући новом логу мноштво линија са Реноовом дијамантским обликом. Валарезијев стил из седамдесетих је измењен, тако да одражава нове заобљене линије новог модног бренда. Тадашњи нови лого је коришћен до 1992. године, па је побољшан 2007. године, када је знаку додана сива боја уместо празнине и жута споредна боја, па је Рено касније иштампао лого и користио га на веб страници.